# Bad Ischl
Ne doit pas être confondu avec la station de sports d'hiver d'Ischgl.
Bad Ischl est une ville et station thermale sur la Traun, dans le district de Gmunden du Sud de la Haute-Autriche, au centre du Salzkammergut en Autriche. La ville a été lauréat de l'Entente florale Europe en 2016 ; en 2024, Bad Ischl, ensemble avec 22 autres communes du Salzkammergut, à côté de Bodø en Norvège et Tartu en Estonie, est la capitale européenne de la culture.

## Géographie

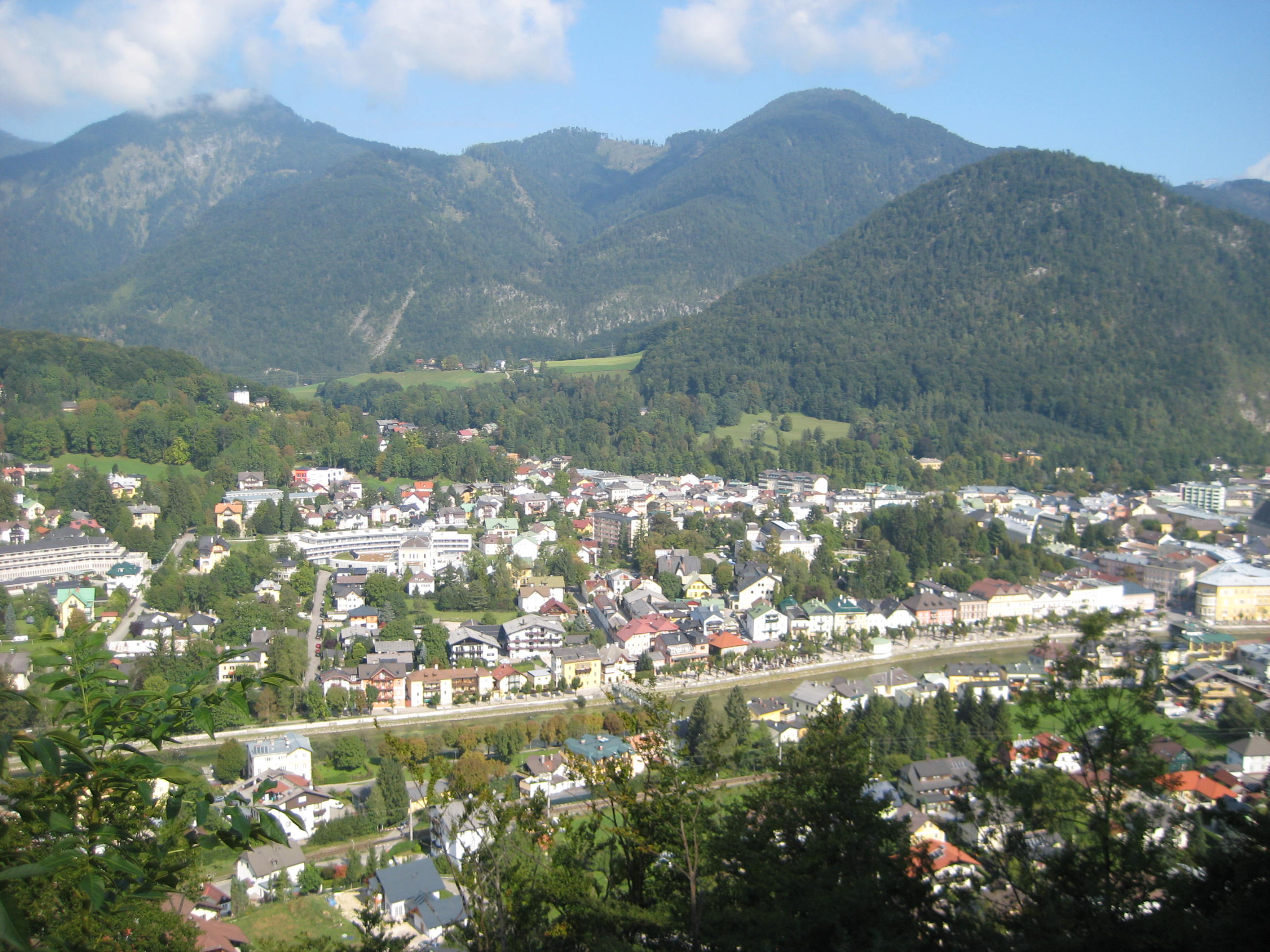
Vue sur la ville.

Bad Ischl se trouve au pied du massif du Salzkammergut, à 468 m d'altitude. La largeur maximale du territoire municipal est de 19,6 km du nord au sud et de 17,8 km d'ouest en est. La superficie totale est de 162,85 km2, dont 71,9 % est boisée et 7,9 % cultivée. Le centre historique se situe dans un méandre de la Traun.
La commune regroupe les localités suivantes : Ahorn, Bad Ischl, Eck, Haiden, Hinterstein, Jainzen, Kaltenbach, Kößlbach, Kreutern, Lauffen, Lindau, Mitterweißenbach, Perneck, Pfandl, Ramsau, Reiterndorf, Rettenbach, Roith, Steinbruch, Steinfeld et Sulzbach.

## Histoire
Des fouilles ont attesté l'occupation du site dès l'âge de La Tène. De 15 à 10 a.C.n., des légions romaines, attirées par les salines, luttèrent pour s'emparer de la région. C'est à cette époque qu'une colonie fut fondée sur le site actuel de la ville de Bad Ischl. Sous la domination romaine, Bad Ischl, Salzbourg et Hallstatt prospérèrent grâce à l'extraction et au commerce du sel. Cette prospérité prit fin avec les invasions germaniques.
Vers l'an mil, la contrée, qui faisait alors partie de la Bavière, se releva enfin de ses ruines. La population augmenta rapidement, et l'exploitation des mines de sel fut relancée. Au XIIe siècle, la région fut incorporée au domaine des ducs de Babenberg, fondateurs du duché d'Autriche. La ville de Bad Ischl est mentionnée pour la première fois en 1262 sous le nom de Iselen.
Quelques décennies plus tard, quand une nouvelle mine de sel fut découverte à Bad Goisern, la question de son exploitation provoqua un conflit ouvert avec l'archevêque Konrad IV de Salzbourg au sujet du monopole du sel. La colère de l'archevêque augmenta encore lorsque l'abbé Heinrich von Admont, un favori des Habsbourg, vint lui aussi ouvrir une mine de sel à Gosau. Renoncer au monopole du sel semblant inimaginable à Konrad IV, il se proclama seul habilité à faire commerce de sel, ce que Albert Ier, duc d'Autriche, refusa de reconnaître. Ce dernier ordonna d'ailleurs la construction d'ouvrages défensifs dans la région. C'est ainsi que fut par exemple construite la Rudolfsturm de Hallstatt, depuis laquelle on pouvait contrôler de vastes étendues du Salzkammergut.
Quand se répandit la nouvelle selon laquelle le duc Albert serait mort empoisonné, l'archevêque de Salzbourg s'arma en vue d'une campagne de destruction des salines abhorrées. Il fit détruire les salines et réduire en cendres les bourgs avoisinant. Mais sa victoire fut de courte durée : le duc Albert était en réalité toujours vivant, et il lava l'affront de Salzbourg dans le sang.
La paix fut enfin conclue en 1297, et l'exploitation des salines reprit de plus belle, profitant de cette nouvelle ère de paix et de prospérité. L'empereur Frédéric III éleva Bad Ischl (à l'époque simplement nommée Ischl) au rang de marché en 1466. Le nom de Salzkammergut, qui désigne la contrée de Bad Ischl (Salzkammer signifiant « chambre à sel » en allemand), apparaît pour la première fois dans un document officiel en 1656.
Le XVIIe siècle fut avant tout celui de la lutte contre le protestantisme. Les luthériens qui avaient fui Salzbourg et s'étaient installés dans la région furent contraints d'abjurer leur foi lors de la Contre-Réforme. Ceux qui s'y opposaient furent enfermés ou même exécutés. De nombreux protestants, dont les seigneurs de Racknitz qui gouvernaient depuis toujours le domaine de Perneck, fuirent l'Autriche à cette époque. Quand, cent ans plus tard, ils réclamèrent ouvertement la liberté du culte, les « révoltés » furent confrontés à une alternative : la conversion au catholicisme ou l'exil en Hongrie et en Transylvanie. La plupart d'entre eux, vivant depuis des générations dans le Salzkammergut, décida alors de rester et d'abjurer (du moins en apparence). Il ne s'agissait plus à l'époque que d'une formalité, car le culte interdit fut célébré en secret jusqu'à ce que l'empereur Joseph II accorde à tous la liberté du culte par l'édit de tolérance de 1781.

## La station thermale
L'âge d'or de Bad Ischl ne commença pourtant qu'en 1823, à l'ère de l'empire d'Autriche, quand fut ouvert le premier établissement de cures. La ville se hissa rapidement au rang des plus importantes stations thermales d'Europe centrale et accueillit de plus en plus de curistes, dont le chancelier d'État Klemens Wenzel von Metternich, l'archiduc et cardinal Rodolphe d'Autriche, ainsi que la famille archiducale de François-Charles d'Autriche et de son épouse Sophie de Bavière à partir de 1827.

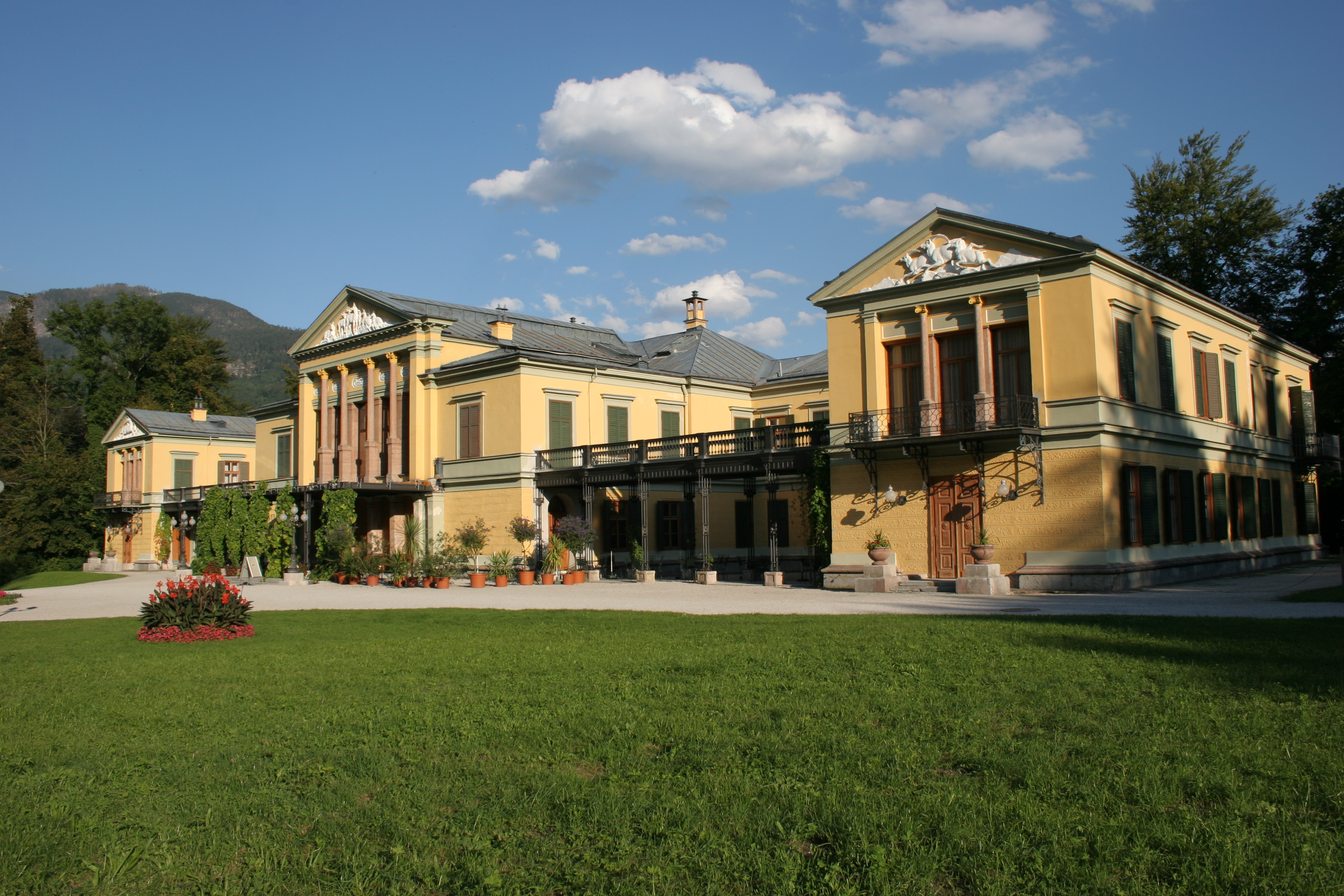
Résidence de l'empereur François-Joseph.

La période qui s'étend de 1849 jusqu'au début de la Première Guerre mondiale en 1914 constitue le sommet de cette époque de gloire, quand Bad Ischl fut élevée au rang de « résidence d'été impériale » (Kaiserliche Sommerresidenz) de l'empereur François-Joseph, fils de François-Charles et Sophie. En 1853, il s'y fiance avec Élisabeth de Wittelsbach (« Sissi »). 
Le compositeur Anton Bruckner était régulièrement invité à l'anniversaire de l'empereur, le 18 août ; le 31 juillet 1890, il est aux claviers de l'orgue à la fête de mariage de Marie-Valérie d'Autriche, la plus jeune fille de François-Joseph, avec l'archiduc François-Salvator de Habsbourg-Toscane. Les créateurs de musique  Johann Strauss, Franz Lehár et Johannes Brahms y séjournèrent, de même que les écrivains Mark Twain, Theodor Herzl et Franz Werfel. Finalement, le 28 juillet 1914, à la Kaiservilla, l'empereur signe la déclaration de guerre de l'empire austro hongrois au royaume de Serbie.
Malgré tout, Bad Ischl ne se vit reconnaître le statut de ville qu'en 1940. À la fin de la Seconde Guerre mondiale, un camp de déplacés fut installé à Bad Ischl, qui se trouvait alors dans la zone américaine d'occupation. Cette occupation prit fin en 1955 avec la signature du traité d'État.

## Politique
Le conseil municipal (Stadtrat) est composé de neuf membres et est présidé par le bourgmestre. Les deux adjoints au bourgmestre et les membres du conseil municipal sont élus par le conseil communal (Gemeinderat), tandis que le bourgmestre et les membres du conseil communal sont directement élus par la population.
La distribution des sièges est actuellement la suivante :
- bourgmestre : Ines Schiller (SPÖ) ;
- conseil communal (Gemeinderat) : 13 SPÖ, 13 ISCHL, 6 Verts, 4 FPÖ, 1 MFG.

## Économie
Bad Ischl est avant tout une station thermale et une ville touristique. On recense environ 385 000 nuitées par an. La ville fait également partie du complexe touristique du Salzkammergut. Elle est enfin une ville d'achats, avec près de 850 petites et moyennes entreprises et commerces.

## Culture
Le compositeur allemand Johannes Brahms résida à de nombreuses reprises à Ischl, en villégiature, entre 1880 et 1896, et y composa nombre de ses œuvres.
« Le Salzkammergut » est le nom de la prochaine exposition régionale (se tenant tous les deux ans en Haute-Autriche) qui aura lieu à Bad Ischl en 2008, et à laquelle treize communes prennent part. Cette exposition présentera tous les atouts du Salzkammergut, que ce soit du point de vue culturel ou économique. Chaque commune mettra l'accent sur un point différent de cette exposition (qui, soit dit en passant, coûtera 12.3 millions d'euros).
D'autres événements folkloriques (permanents) proposés à Bad Ischl sont le Festival Lehar de l'opérette, le festival international du boogie et du blues Shake the Lake, le All American Music Festival et la Fête de l'Empereur organisée chaque année par la Bürgerkapelle en l'honneur de François-Joseph.

## Curiosités
Dans la Dorfstraße se trouvent de chaque côté d'une auberge un panneau triangulaire bordé de rouge et représentant une serveuse. Sur l'écriteau en dessous, on peut lire « Achtung Maria » (Attention à Marie). Et de fait : la terrasse de l'auberge se trouvant de l'autre côté de la rue, la serveuse (qui se nomme bien Maria) est contrainte de traverser régulièrement la Dorfstraße.
Au cimetière de Bad Ischl se trouvent les tombes de l'écrivain Leo Perutz, des compositeurs Franz Lehár et Oscar Straus, ainsi que du ministre-président d'Autriche Leopold Hasner von Artha.

## Attractions

### Musées

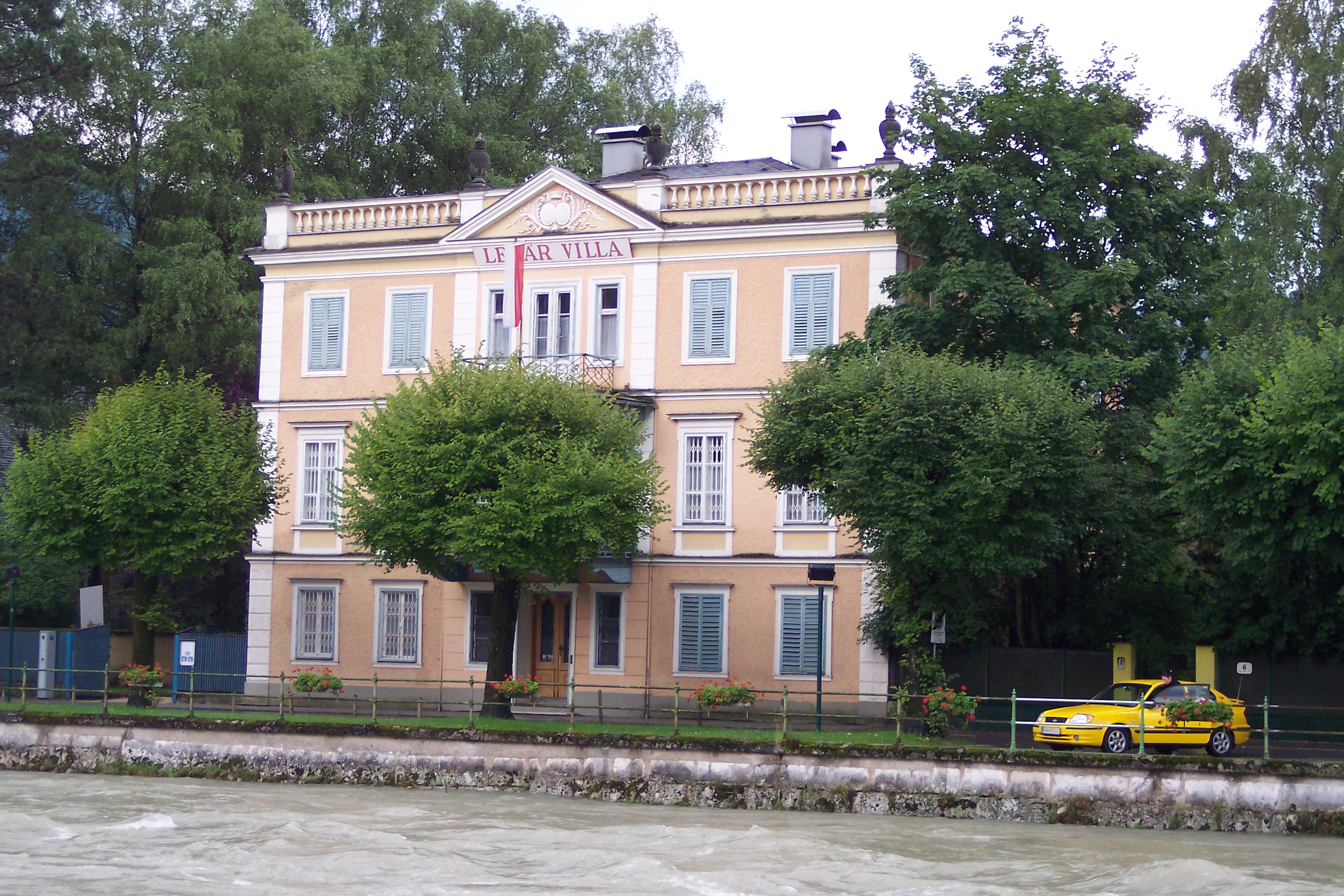
La villa Léhar.

- la Kaiservilla, résidence d'été de l'empereur François-Joseph
- le musée de la Ville de Bad Ischl
- la villa Lehár, ancienne résidence du compositeur
- le musée des Transports
- le musée de la Photographie, installé dans l'ancien salon de thé de l'impératrice Élisabeth
- le musée Haenel-Pancera

### Édifices sacrés
- l'église Saint-Nicolas
- l'église évangélique
- l'église Kalvarienberg
- l'église Maria an der Straße

### Châteaux
- la Kaiservilla
- les ruines du fort de Wildenstein

### Autres
- la Maison des Congrès

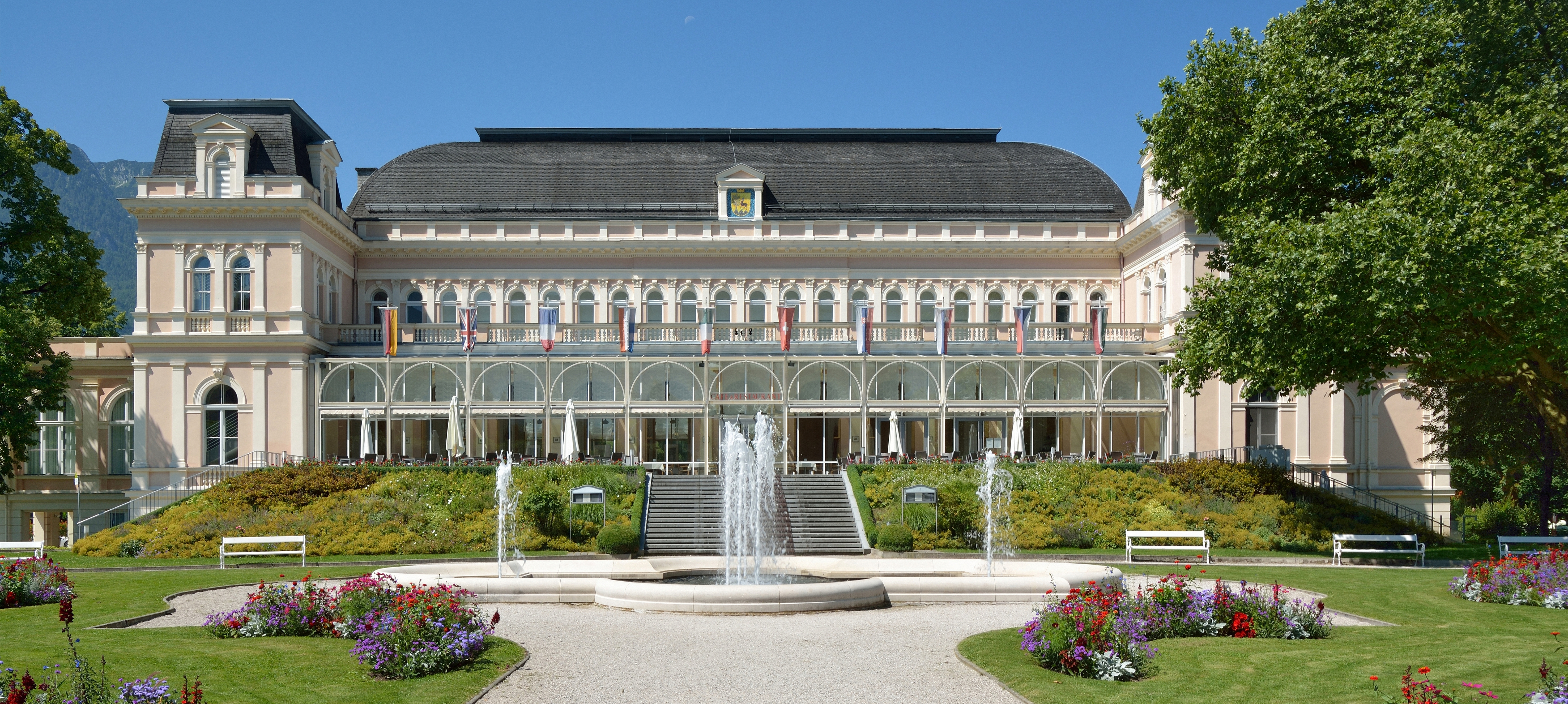
La Maison des Congrès.

- la Sophiens Esplanade, qui date de 1830
- l'ancien Hotel Post, le plus vieux du Salzkammergut
- la pâtisserie Zauner, ouverte en 1832
- La Katrin Seilbahn

## Jumelages
- Opatija (Croatie) depuis 2011 ;
- Gödöllő (Hongrie) depuis 2013 ;
- Sarajevo (Bosnie-Herzégovine) depuis 2015.